# پاگنده به هنگ کنگ می‌رود
پاگنده به هنگ کنگ می‌رود (به ایتالیایی: Piedone a Hong Kong) که با نام پاگنده به شرق می‌رود هم شناخته می‌شود، فیلمی در ژانر کمدی و جنایی به کارگردانی استنو است که در سال ۱۹۷۵ منتشر شد. از بازیگران آن می‌توان به باد اسپنسر، رابرت وبر، رناتو اسکارپا، آل لتیری و انزو کنوله اشاره کرد. این فیلم دومین فیلم از چهارگانه پاگنده است.
این فیلم با نام‌های پاگنده به هنگ کنگ می‌رود و پاگنده به شرق می‌رود در ایران دوبله و پخش شده است.